# Richard Arden, 1. Baron Alvanley

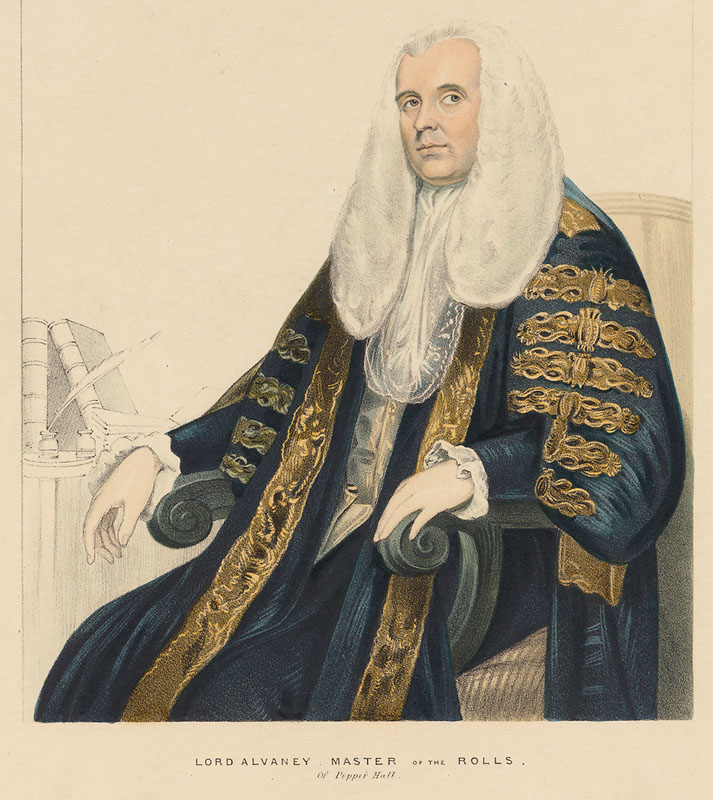
Richard Arden, 1. Baron Alvanley (nach 1788)

Richard Pepper Arden, 1. Baron Alvanley PC, KC (* 20. Mai 1744 in Bredbury, Cheshire; † 19. März 1804 in London) war ein britischer Politiker und Jurist.

## Familie
Geboren als zweiter Sohn von John Arden und dessen Frau Mary Pepper, hatte Arden einen älteren und einen jüngeren Bruder. Während sein älterer Bruder als ältester Sohn der Familie das Erbe antrat schlug sein jüngerer Brüder eine kirchliche Laufbahn ein. Ardens Vater stammte aus Walsall, seine Mutter aus der Nähe von Richmond in North Yorkshire. Am 9. September 1784 heiratete Arden Anne Dorothea Wilbraham-Bootle, Tochter des Abgeordneten Richard Wilbraham-Bootle. Das Ehepaar hatte sechs Kinder, darunter die Söhne William und Richard.

## Ausbildung
Seine schulische Ausbildung erhielt Arden an der Manchester Grammar School. Am 2. November 1761 wurde er zum Studium am Trinity College der University of Cambridge zugelassen. Dieses schloss er 1766 mit einem Bachelor of Arts ab. Im folgenden Jahr wurde er an seiner Alma Mater zum Fellow ernannt und absolvierte ein Aufbaustudium zum Master of Arts, welches er 1769 erfolgreich abschloss.

## Beruflicher Werdegang
Nach dem Abschluss seines Studiums wurde Arden am 10. Februar 1769 zum Rechtsanwalt am Middle Temple zugelassen. Seine familiären Verbindungen verschafften ihm 1771 die Stelle als Stadtrichter in Macclesfield und nur fünf Jahre später eine Richterstelle in  Wales. Nationale Bekanntheit erreichte er 1780 als Verteidiger der Angeklagten im Zusammenhang der Festnahme von George Pigot, 1. Baron Pigot auftrat. Im Jahr zuvor war er zum Barrister am Lincoln’s Inn ernannt worden. Anfang 1782 vertrat Arden erfolgreich den Politiker Thomas Rumbold in einem Verfahren wegen Bestechung und Wahlbetrug. Im November desselben Jahres übernahm er die Position des Attorney General für England und Wales. Im Januar 1783 wurde Arden für den Wahlkreis Isle of Wight in das House of Commons gewählt. Neben William Pitt, 1. Earl of Chatham und William Petty, 2. Earl of Shelburne gehörte Arden zu den vehementen Kritikern der Fox–North Koalition. Aus diesem Grund trat er im April 1783 auch von seinem Posten als Generalstaatsanwalt zurück, übernahm das Amt aber bereits im Dezember desselben Jahres wieder, nachdem Pitt zum Premierminister des Vereinigten Königreichs gewählt wurde. Bei den Britischen Unterhauswahlen 1784 wurde er erneut ins Parlament gewählt, diesmal als Abgeordneter des Wahlkreises Aldbourough. In seiner Arbeit als Generalstaatsanwalt war er auf legislativer Ebene sehr erfolgreich, woraufhin er am 14. Juni 1788 zum Master of the Rolls ernannt wurde. Dagegen verhandelte er kaum vor Gericht. Während er bei den Unterhauswahlen 1790 noch im Wahlkreis Hastings als Abgeordneter bestätigt wurde, war er bei den Unterhauswahlen 1794 im Wahlkreis Bath erfolgreich. Er setzte seine parlamentarische Arbeit fort, bis er am 22. Mai 1801 zum Chief Justice of the Common Pleas ernannt wurde.

## Tod und Hinterlassenschaften
Arden starb am 19. März 1804 entweder in seinem Haus in Westminster oder in dem Haus im Londoner Stadtteil Frognal. Er wurde in der Rolls Chapel beigesetzt. Der Titel des Baron Alvanley ging bei seinem Tod zunächst auf seinen ältesten Sohn William und nach dessen Tod auf den Sohn Richard über. Bei seinem Tod besaß Arden zwei Immobilien in London.

## Auszeichnungen
1780 wurde Arden von König Georg III. zum Kronanwalt ernannt. 1788, mit seiner Ernennung zum Master of the Rolls, wurde er zum Knight Bachelor geschlagen und in den Kronrat aufgenommen. Mit der Ernennung zum Richter des Court of Common Pleas wurde er zum erblichen Baron Alvanley, of Alvanley in the County of Chester, erhoben.